# سكن الطلاب في فرنسا

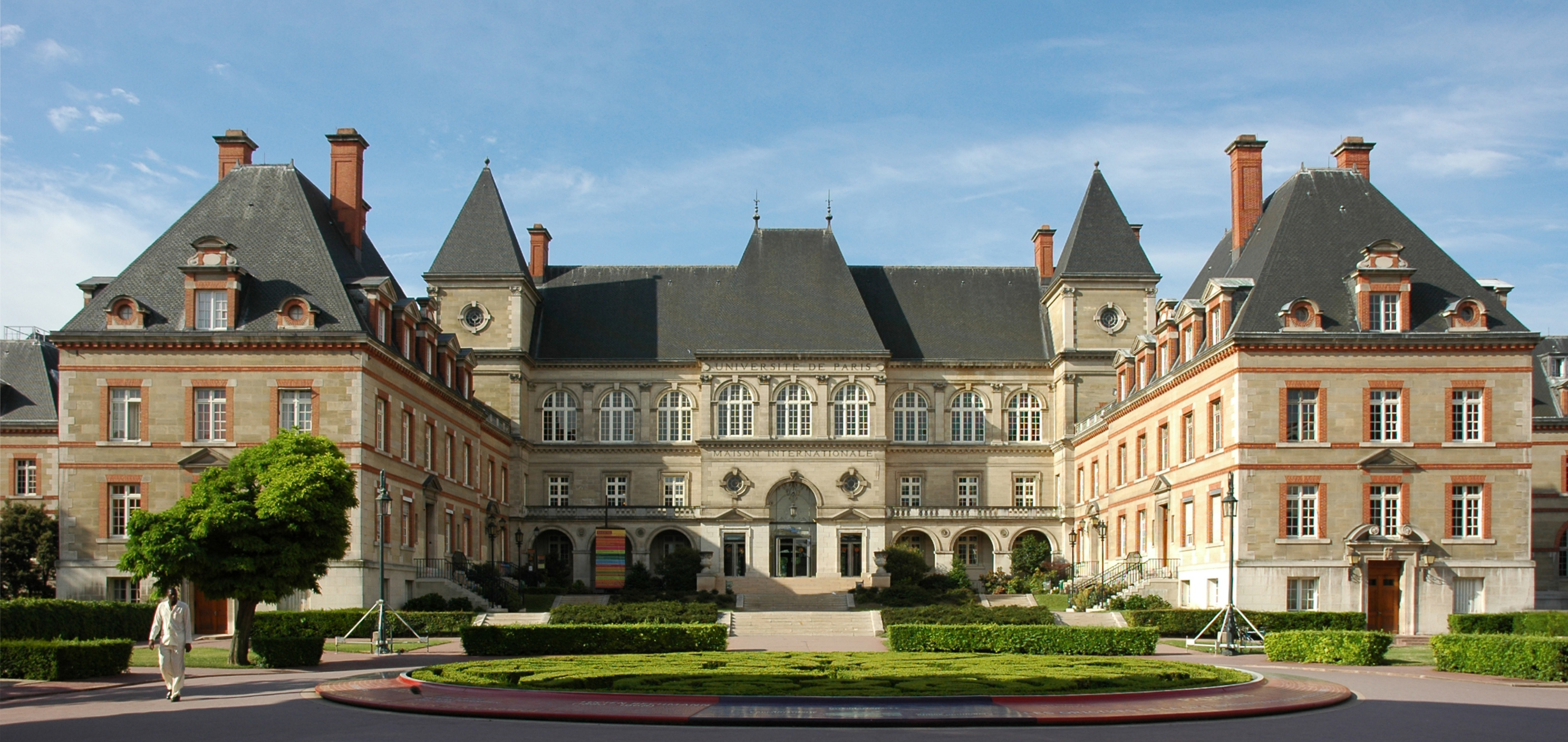
مدخل المدينة الجامعية الدولية في باريس

في فرنسا، سكن الطلاب هو نوع من الإقامة مخصص خصيصًا لطلاب التعليم العالي ويشمل بشكل رئيسي المساكن الجامعية أو قاعات السكن والمساكن الخاصة التي يؤجرها أصحابها حصريًا للطلاب.
بحسب استطلاع أجراه المرصد الوطني للحياة الطلابية عام 2020،  68% من الطلاب يغادرون منزل والديهم لمتابعة الدراسة. من هؤلاء 12% يتوجهون نحو المساكن الجماعية (المدن الجامعية، النزل، إلخ)، 24% في شقة واحدة 9% كزوجين، 12% مشاركة السكن.

## تاريخ سكن الطلاب

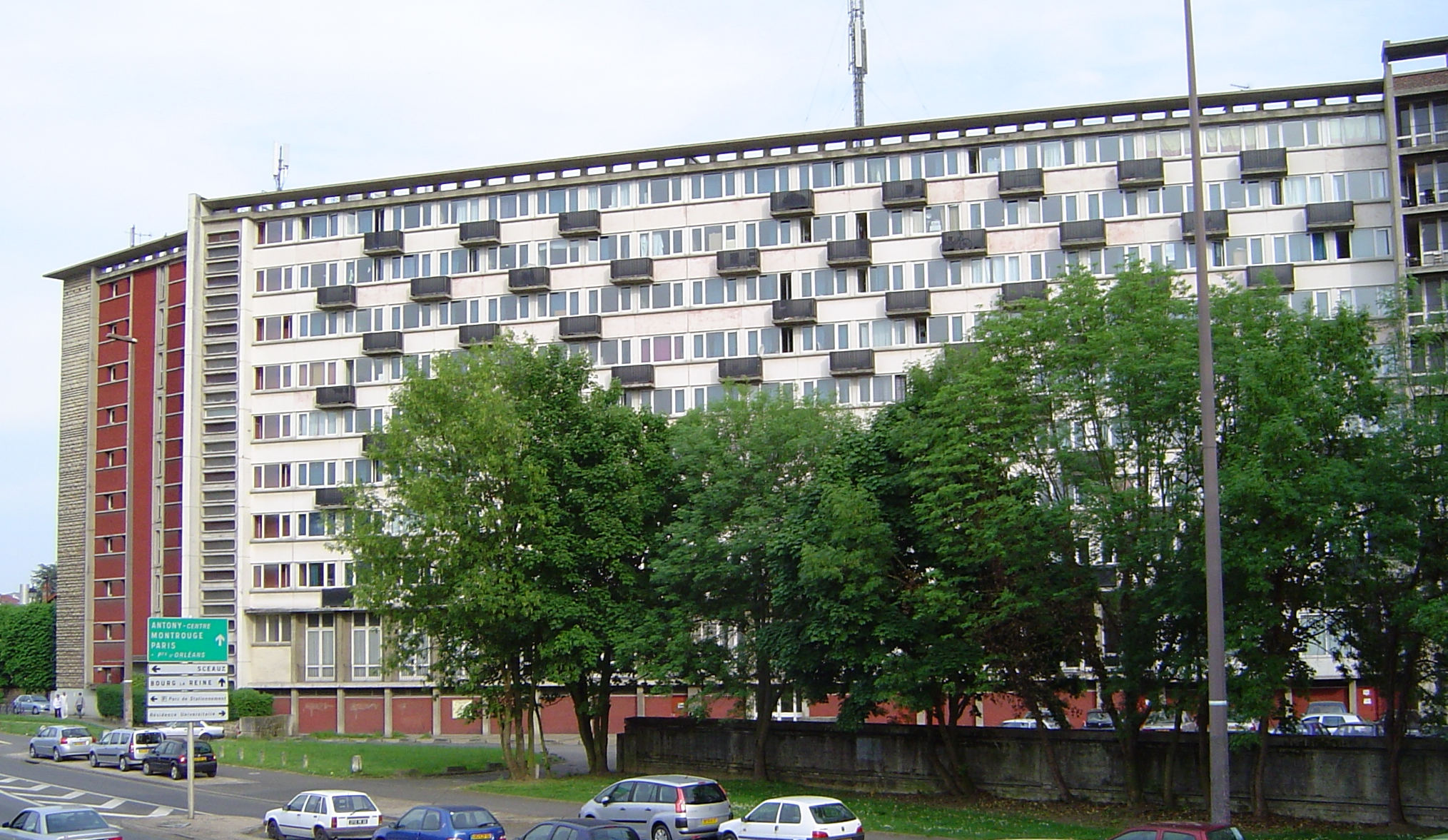
أحد مباني المقر الجامعي جان زاي في أنتوني

تم بناء أول مساكن جامعية بعد الحرب العالمية الأولى، بمبادرة من الاتحاد العام للطلاب (الآن UNEF). بُذلت جهود أكثر استدامة في الثلاثينيات، ولا سيما من قبل وزير الجبهة الشعبية، جان زاي. وتتفاوت مساحة السكن اعتمادًا على الموقع: 12 مترًا مربعًا في سكن آرسو في مونبلييه، و13 إلى 20 مترًا مربعًا في مونبوا في نانسي.
خلال فترة الخمسينيات والستينيات من القرن العشرين، وبسبب انتشار التعليم العالي ووصول طبقات اجتماعية جديدة أكثر حرمانًا إلى الجامعة، أصبح الافتقار إلى السكن الاجتماعي للطلاب أكثر وضوحًا. تم تطوير برنامج بناء طموح لمساكن بمساحة 10 مترا مربعا: المقر الجامعي جان زاي الذي تم بناؤه عام 1955 في مدينة أنتوني وحده يضم 2500 مسكن. في عام 1963، تم إيواء 75 ألف طالب، أو ما يقرب من نصف الطلاب، من قبل المركز الجهوي للأعمال الجامعية والمدرسية (واحد لكل أكاديمية)، والذي أدار المساكن الجامعية منذ عام 1955.
هذه الغرف التي تبلغ مساحتها 10 أمتار مربعة، عازلة للصوت بشكل سيئ، ومبنية داخل بارات كبيرة، مع الحد الأدنى من الراحة في الغرف والحمامات والمطابخ في الطابق العلوي، وتحتوي على عدد قليل من المساحات الجماعية الجذابة. وتدهور مخزون المساكن على مر العقود، وتم إطلاق خطة إعادة تأهيل كبيرة في نهاية التسعينيات، في إطار معيار الإسكان الاجتماعي الطلابي الذي حصل عليه الاتحاد الوطني لطلبة فرنسا في عام 2003. يبلغ متوسط الإيجار الشهري حوالي 120 يورو ولكنه يختلف حسب درجة تجديد الغرفة. بعد أحداث مايو 1968، انتشر الاختلاط، وهو مطلب رئيسي للطلاب، على نطاق واسع تدريجيًا في مدن الجامعية، على الرغم من أن بعض المباني كانت لا تزال مخصصة للطالبات.
في الثمانينيات، قامت HLMs ببناء استوديوهات للمراكز الجهوية ضمن ما يسمى بالمساكن "المتفق عليها" (مع إعانة السكن). بالإضافة إلى ذلك، يمكن أن يصل إيجارها إلى 300 يورو، مما يجعلها بعيدة عن متناول نسبة كبيرة من الطلاب. تتراوح مساحاتها من 16 إلى 35 مترًا مربعًا، مما يسمح بتأجيرها لزوجين.
وفي نهاية التسعينيات، من بين 2.2 مليون طالب، لم يكن هناك سوى 7% يسكننون عن طريق المراكز الجهوية. ويجب على باقي الطلاب التعامل مع سوق الإسكان الخاص، وهو أمر غير مواتٍ لذوي الدخل المنخفض والطلاب الأجانب.
اليوم، السكن هو البند رقم واحد في الميزانية للطلاب: حوالي 120 يورو لأولئك الذين يعيشون في مساكن جامعية تقليدية (غير مُعاد تأهيلها)، و200 إلى 500 يورو لأولئك الذين يجب عليهم الاتصال بالمالكين أو الوكالات. على سبيل المثال، في أنجيه، يبلغ متوسط سعر السكن لشخص واحد 360 يورو. يتم تخصيص حوالي 20% من المساكن الجامعية للطلاب الأجانب.
ويواجه الطلاب صعوبة متزايدة في العثور على سكن، حيث أن عدد المساكن المستأجرة لا ينمو بالسرعة التي ينمو بها الطلب. على سبيل المثال، في أنجيه، بين عامي 2016 و2018، ارتفع عدد الطلاب بمقدار 5000 طالب، في حين تغير عدد المساكن المستأجرة قليلاً. لهذا السبب، يواجه الطلاب الذين يتلقون ردًا متأخرًا صعوبة كبيرة في العثور على سكن والعديد من الشباب لا يجدون شقة قبل بداية العام الدراسي. وبالتالي يؤدي هذا الطلب الزائد إلى نقص في سوق الإسكان الطلابي في أنجيه، حيث لا يتم تجديد العرض بما فيه الكفاية.
وفقًا لدراسة نشرت عام 2019، كان هناك 134 ألف مكان إقامة للطلاب في فرنسا عام 2019، وفي عام 2021، 142 ألف مكان إقامة. زيادة طفيفة قدرها 6% (8000 وحدة سكنية) نتيجة تباطؤ السوق.

## المساكن الجامعية

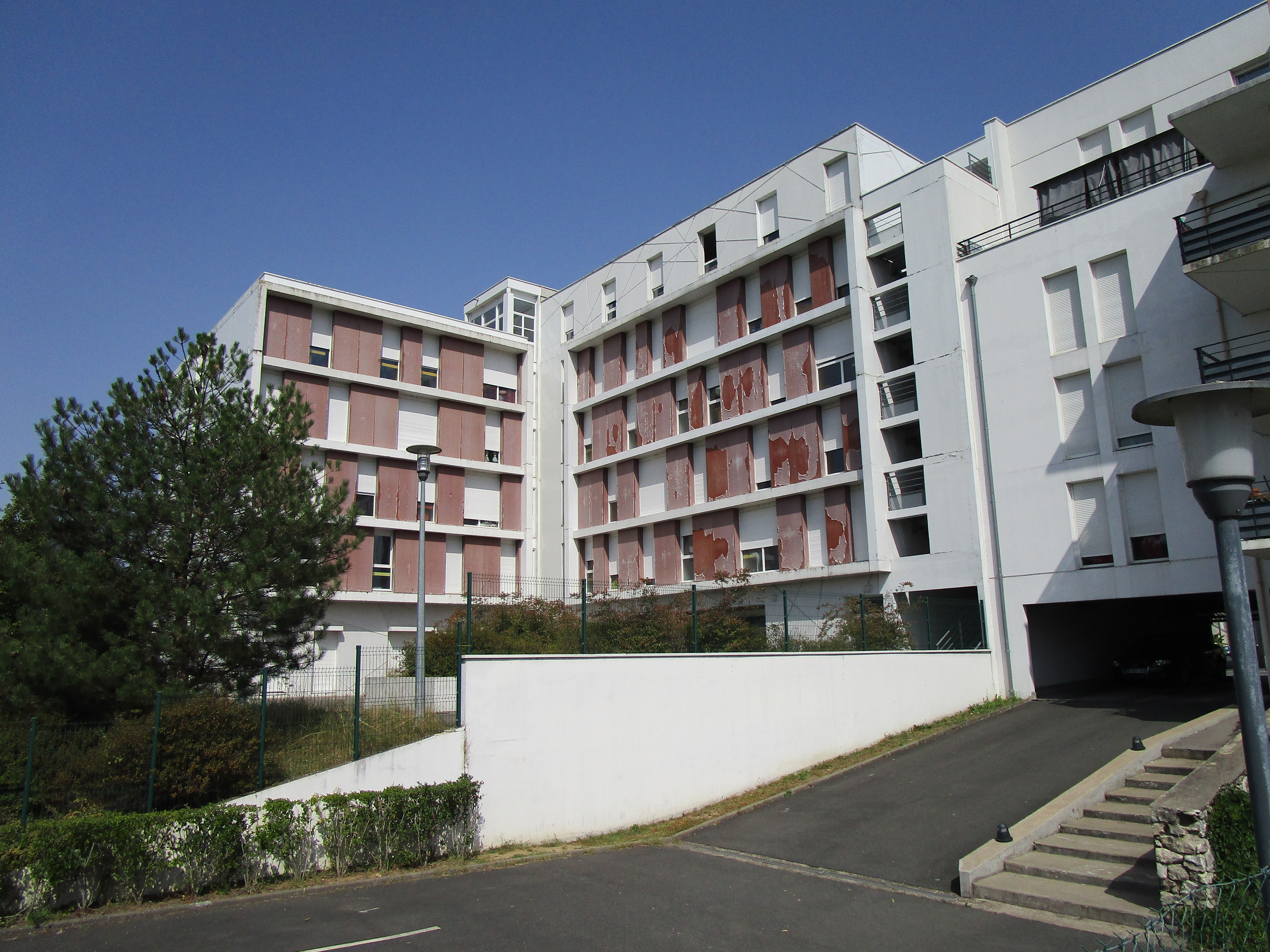
السكن الجامعي تونيلي، في تور.

يجب على المرشح لغرفة جامعية إكمال ملف طلب المنحة والإقامة (الملف الاجتماعي للطالب) عبر الإنترنت بحلول منتصف أبريل السابق لبداية العام الجامعي. ويتم التخصيص بشكل أساسي وفقًا للمعايير الاجتماعية والعائلية (موارد الأسرة الضريبية، وعدد الإخوة والأخوات، والمسافة من مكان الدراسة إلى منزل الوالدين). ثم يتم إرجاع الملف من قبل المركز الجهوي المعني مع تخصيص الإقامة أو لا في السكن. يجب على الطالب بعد ذلك إعادة الوديعة، والحضور والاستقرار في بداية العام الدراسي. تختلف إجراءات التثبيت اعتمادًا على المركز، ولكنها تخضع لعملية منظمة إلى حد ما.
وإدراكا للصعوبات التي يواجهها الطلاب، أطلقت المراكز الجهوية الطلابية، بمساعدة الدولة، في مارس 2004، خطة لبناء وإعادة تأهيل المقرات الجامعية. يمكن إجراء هذه التجديدات بطرق مختلفة: "تنظيف" بسيط يسمح بإعادة طلاء الجدران، أو تجديد مماثل، بأثاث جديد وثلاجة، أو كامل، مع تركيب الإنترنت وكبائن ثلاثية الوظائف في الغرف.
في فرنسا، تتم إدارة المدن الجامعية (المعروفة باسم "مدن U") من قبل المركز الوطني لأشغال الجامعات والمدارس. يمكن أن تتراوح مساحة الإقامة المقدمة من 9 م2 إلى 32 م2. وهي تختلف من مدينة إلى أخرى. في كثير من الأحيان، هذه هي المباني التي تقع في حديقة مشجرة، مع جناح واحد أو جناحين و3 إلى 4 طوابق. يشتمل السكن الجامعي عادة على مبنى إداري وكافتيريا وأماكن ثقافية ورياضية. في شهر نوفمبر من كل عام، يتم انتخاب السكان لعضوية مجلس الإقامة، لكن وزن هذه الهيئة قليل جدًا. غالبًا ما تتم إدارة المساكن بواسطة جمعيات أو نوادي أو اتحادات طلابية (على سبيل المثال اتحاد طلاب الإقامات الجامعية في فرنسا).
وهكذا تم تصميم التنظيم الداخلي للسكن الجامعي: مدير ونائب، غالبًا ما يكونان من موظفي الخدمة المدنية، وكبير موظفي شؤون الموظفين، مع موظفين للاستقبال، والكافتيريا، وورشة العمل، والحدائق والتنظيف.
بين عامي 1977 و1987، ظل عدد المستفيدين راكدًا  وبالكاد تجاوز 100 ألف بينما زاد عدد الطلاب بحوالي 20% ليصل إلى المليون  أي بنسبة العُشر، أي أقل من نصف أهداف الخطة السابعة (1976-1980).
ومنذ عام 1982، أكد التقرير الذي عُهد به إلى جان ماري دوميناك أن "وتيرة افتتاح غرف جديدة ليست كافية لتحسين تغطية الاحتياجات". تضاعف دعم السكن الجامعي بين عامي 1980 و1986، ونمو بشكل أسرع قليلاً من معدل التضخم المرتفع في ذلك الوقت، ثم انخفض بنسبة 18% تقريبًا خلال العامين التاليين، مما جعل دعم الدولة لم يعد يمثل في المتوسط ما يزيد قليلاً عن ربع تكاليف التشغيل في المساكن الجامعية في عام 1988، والتي بلغت حوالي 200.

## سوق الإسكان الخاص

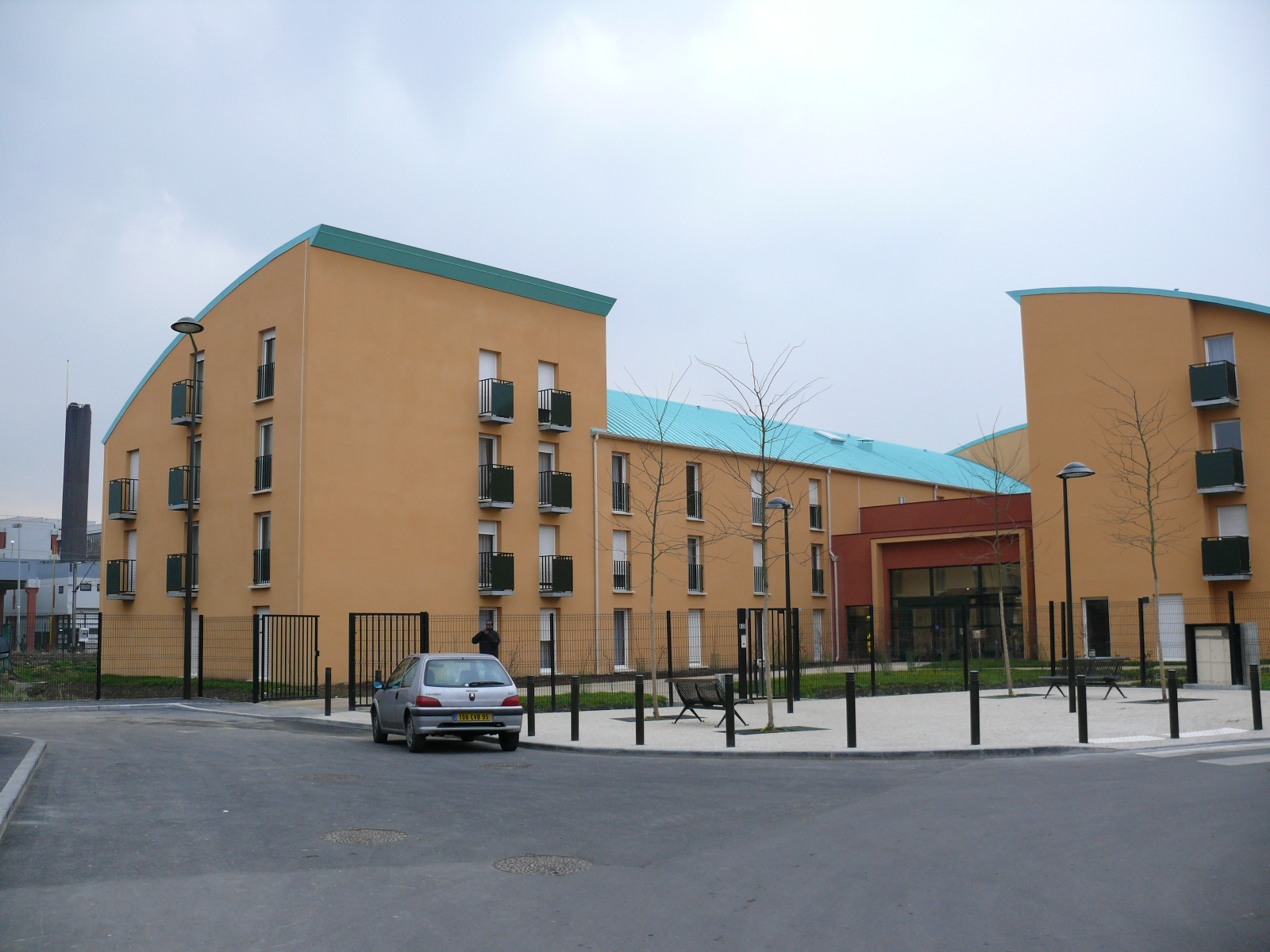
سكن أندريه ديسيل هو سكن جامعي خاص في فيليتانيوز، بجوار جامعة السوربون-باريس-نورد.

نظرًا لعدد الأماكن المحدود، لا يتمكن عدد كبير من الطلاب من الحصول على سكن من المركز الجهوي وبالتالي يجب عليهم البحث عن سكن بأنفسهم.
ومع ذلك، فإنهم يواجهون العديد من العقبات: مخزون الإسكان الاجتماعي المتواضع للغاية في بعض المناطق، والمساكن الخاصة التي لا يمكن الوصول إليها، ومتطلبات المالك (الإيجارات المرتفعة، ودائع إيجار شهر أو شهرين أو حتى ثلاثة أشهر) باستثناء الطلاب ذوي الدخل المنخفض والطلاب الأجانب.
أدت هذه الصعوبات في الوصول إلى السكن الخاص إلى ظهور لاعبين جدد يبرزون في عالم العقارات من خلال عرض خدمة عالمي مخصص حصريًا لسوق الإسكان الطلابي (السكن المكيف، ضمان الودائع المسبقة، الإجراءات الإدارية، المساعدة في التخطيط ، بطاقة النادي، الخ).
يتطور سوق الإسكان الخاص باستمرار، متأثرًا بالعوامل الاقتصادية والديموغرافية والتنظيمية. في هذا السياق الديناميكي، يمكن أن يمثل العثور على مستأجر موثوق وإدارة الممتلكات الخاصة بك بشكل فعال تحديًا حقيقيًا.
تأسست الرابطة المهنية لمساكن وخدمات الطلاب (AIRES) في عام 1994 وهي تجمع بين اللاعبين الرئيسيين في هذه المهنة. وتجمع المطورين والبنائين ومديري ومشغلي مساكن الطلاب مع الخدمات، وتبلغ السلطات العامة الوطنية والمحلية وكذلك جميع الدوائر الاجتماعية والاقتصادية بجميع الجوانب المهنية والاجتماعية والاقتصادية لهذا النشاط. وترتكز أصالة هذا القطاع على عروض الإسكان في القطاعات المعتمدة و/أو الإسكان في القطاعات الحرة التي تديرها جمعيات غير ربحية أو شركات تجارية.
تتخصص العديد من المواقع الإلكترونية في الجمع بين عرض مساكن الطلاب الخاصة في فرنسا. وهذا هو الحال بشكل خاص في موقع AlloStudentRentals.com  ، وهو موقع للطلاب الذين يدرسون في فرنسا، أو موقع Bed&School الذي أُنشئ عام 2008 في تور، ثم في بواتييه ورين وأنجيه ونانسي وباريس أو موقع ImmoJeune.com، في عام 2011 ويقدم ما يقرب من 80,000 إعلان عن إسكان الطلاب.
ويجري جميع أصحاب المصلحة عملية تفكير للاستجابة للعديد من التحديات: الحد من التوتر في السوق، ودمقرطة التعليم العالي وتنقل الطلاب. تكمن الإجابة الرئيسية في بناء سكن جديد للطلاب، ولكن توجد إجابات أكثر تحديدًا: استخدام الإقامة الموسمية (على سبيل المثال المنتجعات الساحلية) على مدار العام، والإقامة مع كبار السن مقابل خدمات المعيشة اليومية، أو حتى دعم بناء سكن خاص للطلاب. ومن بين الجهات الفاعلة المعنية المركز الجهوي للأعمال الجامعية والمدرسية، وصندوق التضامن السكني لبرنامج تجديد للإيجار والمناطق لمبادراتها (على سبيل المثال تمويل بوابة إسكان الطلاب، والمرصد المحدد وإنشاء الأراضي العامة في لانغدوك روسيون، وصندوق ضمان التضامن في بورغوندي)، والمجتمعات الحضرية لبرامج التجديد الحضري والخطط الحضرية (تخطيط استعمالات الأرض)، والجهات الفاعلة الخاصة، وكذلك صندوق علاوة الأسرة، لمساعدة الطلاب في السكن (مساعدة الإسكان الاجتماعي، مساعدة الإسكان الشخصية، بدل السكن العائلي). ويمثل الطلاب 11% من المستفيدين من هذا النوع من المساعدات، وهو ما يمثل حوالي 800,000 شاب في فرنسا، لكن المساعدات الأكثر انتشارًا للطلاب هي مساعدة الإسكان الشخصية. تضمن هذه المساعدة التي بدأها الصندوق للأفراد المؤهلين دفع مبلغ كل شهر مخصص لتغطية جزء من الإيجار أو القرض. لتتمكن من الاستفادة منه، يجب أن تستوفي معايير مختلفة:
- أن يكون مستأجرًا أو زميلًا في الغرفة
- يجب أن تتم الموافقة على السكن من قبل الدولة، وأن يكون محل الإقامة الرئيسي للمستفيد وأن يحترم معايير اللياقة
- يجب ألا يتجاوز المستأجر سقف دخل معين

يتراوح مبلغ المساعدة الشخصية عمومًا بين 77 € و230 €، ولكنه يعتمد على الوضع العائلي لمقدم الطلب، ولا سيما عدد المعالين ودخلهم وأصولهم. وأخيرًا، يختلف هذا المبلغ أيضًا حسب مبلغ الإيجار وموقع السكن.
تأثير المساعدة الشخصية كبير على ميزانية الطلاب، لأنه في المتوسط “قبل المساعدات، كان 50% من ميزانية المستفيدين مخصصة للإيجار أو سداد القرض العقاري. وبعد المساعدة ينخفض الرقم إلى 23%". يمكن للطلاب الآن الحصول على سكن عالي الجودة، حيث أن لديهم المزيد من الأموال لإنفاقها على إيجار سكنهم.
وأخيرًا، تحظى أماكن الإقامة المشتركة بشعبية متزايدة بين الطلاب لأنها تتيح لهم توفير الإيجار مع إنشاء روابط اجتماعية. اليوم 70% من الأشخاص الذين تتراوح أعمارهم بين 18 و24 عامًا يخططون للعيش في سكن مشترك. طورت رابطة مؤسسة الطلاب للمدينة مشاريع إسكان مشتركة على أساس نموذج السكن المشترك في لوفان لا نوف.

## مقالات ذات صلة
- المركز الجهوي للأعمال الجامعية والمدرسية